# Тампиза, Константин Александрович
Константин Александрович Тампиза (рум. Constantin Tampiza; род. 21 декабря 1947, с. Коштангалия, Кантемирский район, Молдавская ССР, СССР) — советский и молдавский государственный деятель, политик и предприниматель. Вице-премьер-министр ССР Молдовы с 25 июля 1990 по 27 августа 1991 года. Вице-премьер-министр Республики Молдова с 27 августа 1991 по 4 февраля 1992 года. Министр финансов Республики Молдова с 27 августа 1991 по 4 августа 1992 года. Министр экономики ССР Молдова с 6 июня 1990 по 27 августа 1991 года. Министр экономики Республики Молдова с 27 августа 1991 по 1 июля 1992 года.
Один из подписантов декларации о независимости Республики Молдова.

## Биография
Родился 21 декабря 1947 года в селе Коштангалия, Кантемирского района Молдавской ССР.
После окончания школы-интерната в Кагуле в 1965 году, поступил на класс баяна в музыкальную школу Кагула, которую окончил с отличием. Поступил на факультет автоматики и телекоммуникаций Кишинёвского политехнического института имени Лазо, позже перевёлся на факультет экономики и организации машиностроительной промышленности.
- 1981—1987 — заместитель председателя Кишинёвского горисполкома.
- 1988—1990 — заведующий отделом ЦК КП Молдавской ССР.
- 25 июля 1990 — 27 августа 1991 — вице-премьер-министр ССР Молдова[2].
- 27 августа 1991 — 4 февраля 1992 — вице-премьер-министр Республики Молдова.
- 27 августа 1991 — 4 августа 1992 — министр финансов Республики Молдова.
- 6 июня 1990 — 27 августа 1991 — Министр экономики ССР Молдова[3].
- 27 августа 1991 — 1 июля 1992 — Министр экономики Республики Молдова.

## Бизнес
После отставки работал в представительстве компании «Нефтегазгрупп», возглавлял страховую компанию. В 1998—2000 — руководил компанией «Тримол». С 2001 года — исполнительный директор ООО «Энерго-трэйд», зам. гендиректора компании «Лукойл-Румыния». С 2005 года – гендиректор компании «Лукойл-Румыния». В 2009—2012 — представитель президента «Лукойл» в Румынии.

## Семья
Жена — Наталья.
Дочь — Каролина Тампиза, предприниматель, была замужем за Ренато Усатым, в браке с которым родились две дочери: Валерия и Александра.

## Увлечения
Увлекается шашками. Экс-президент Молдавской федерации шашек. Экс-президент Молдавской федерации футбола.